# Deutsch-baltische Volkspartei
Die Deutsch-baltische Volkspartei (DbVP) war eine Partei der deutschen Minderheit in Lettland zwischen 1920 und 1934.
Die DbVP wurde am 19. Januar 1920 gegründet. Vorsitzender war vom 19. Januar 1920 bis zum 21. März 1920 Eduard Reusner (1868–1940), vom 21. März 1920 bis 1933 Wilhelm von Fircks (1870–1933) und von 1933 bis 1934 Woldemar Pussul (1884–1939).
Die Partei, die rechte Positionen vertrat, trat bei Wahlen zum Saeima als Teil des Ausschusses der Deutschbaltischen Parteien auf. Sie stellte mit Wilhelm von Fircks, Arthur Reusner und Woldemar Pussul insgesamt drei Abgeordneten.
Nach einem Staatsstreich am 15. Mai 1934 wurden die Parteien, darunter auch die Deutsch-baltische Volkspartei, von Kārlis Ulmanis verboten und die Saeima aufgelöst.